# كيك بوكسينغ
كيك بوكسينغ هي شكل من أشكال الملاكمة الذي يعتمد على الركل واللكم وضربات الكوع والركبة في بعض الستايلات مثل اورينتال ويعتبر اسلوب اورينتال اقوي ستايل ويضم مجموعة من الرياضات القتالية المختلطة التي تشمل الكيك بوكسينغ الياباني، وسافات، وساندا، والمواي تاي وغيرها. يمارس الكيك بوكسينغ في حلبة ملاكمة باستخدام قفازات الملاكمة، وواقيات الفم، وسراويل قصيرة، وبقدمين عاريتين لتعزيز استخدام الركلات. ويمارس غالبا للدفاع عن النفس أو اللياقة العامة أو المنافسة.

## تاريخ
لا يوجد تاريخ محدد مجمع عليه لرياضة الكيك بوكسنغ، الا انها كانت تمارس باشكال مختلفه في الهند وبلدان جنوب شرق اسيا- الهند الصينية، ثم روجت بامريكا واروبا واليابان بالقرن العشرين باساليب مختلفه وتاثرت بقوانين الملاكمة.